# 斯特拉斯电影公司
斯特拉斯电影公司 (Stratus Film Company/Stratus Film Co.) 是一家美国独立电影制片公司，由马克·戈登于2002年10月作为鲍勃·亚里的好莱坞利益的第一人成立。戈登聘请马克吉尔担任制片厂的主管，并于2005年解除了他与亚里的合作关系，尽管层云继续制作电影。

## 引用
1. 1 2  Harris, Dana. . Variety. 2005-03-03  [2021-10-16]. （原始内容存档于2021-10-19） （英语）.
2. ↑  . Los Angeles Times. 2002-10-16  [2021-10-16]. （原始内容存档于2021-10-19） （英语）.